# Günter Neumann (Kabarettist)

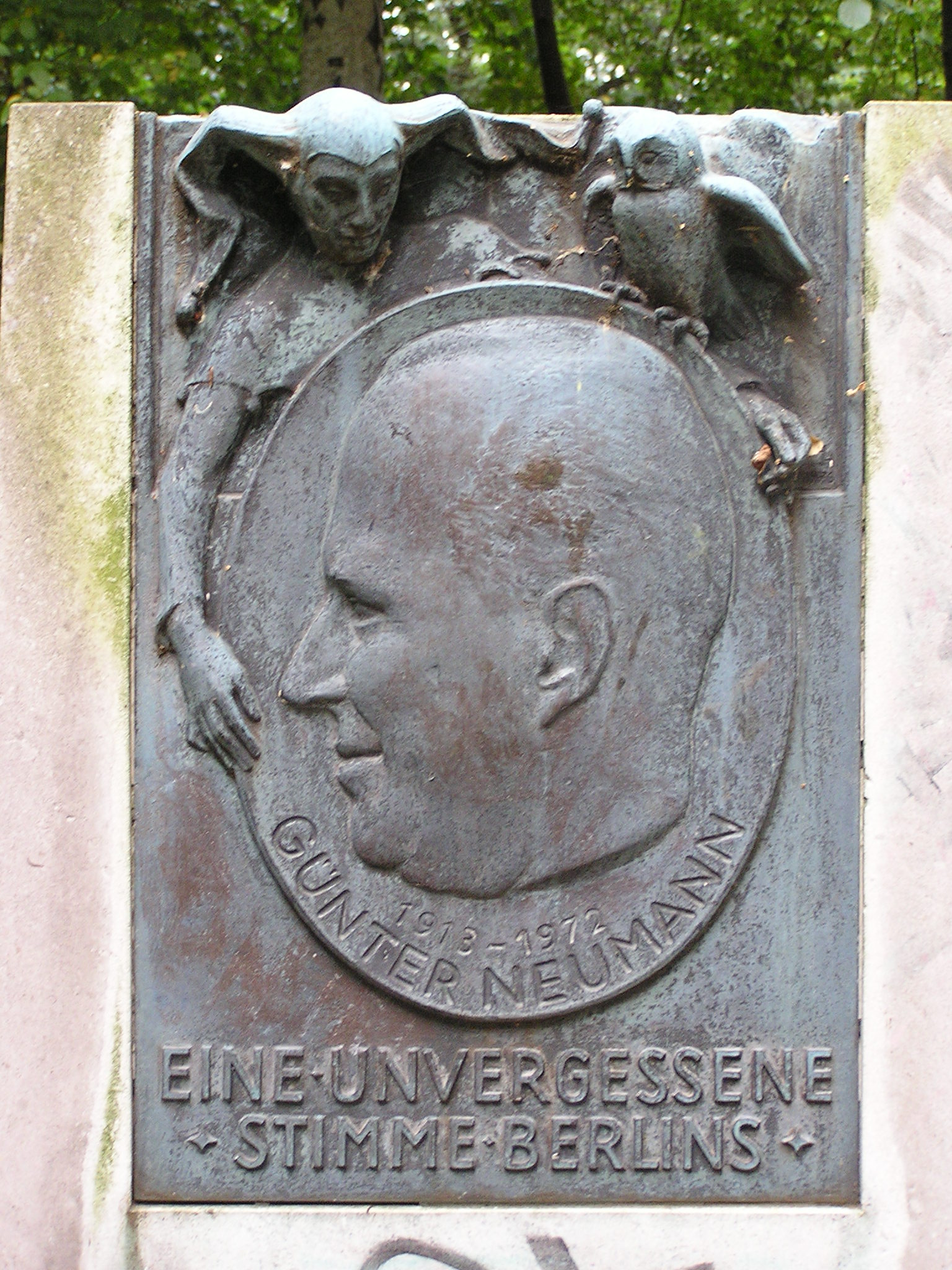
Gedenktafel für Günter Neumann auf dem Insulaner

Günter Christian Ludwig Neumann (* 19. März 1913 in Berlin; † 17. Oktober 1972 in München) war ein deutscher Kabarettist, Texter, Komponist und Pianist. Er wird häufig mit seinem Berufskollegen Klaus Günter Neumann verwechselt.

## Leben

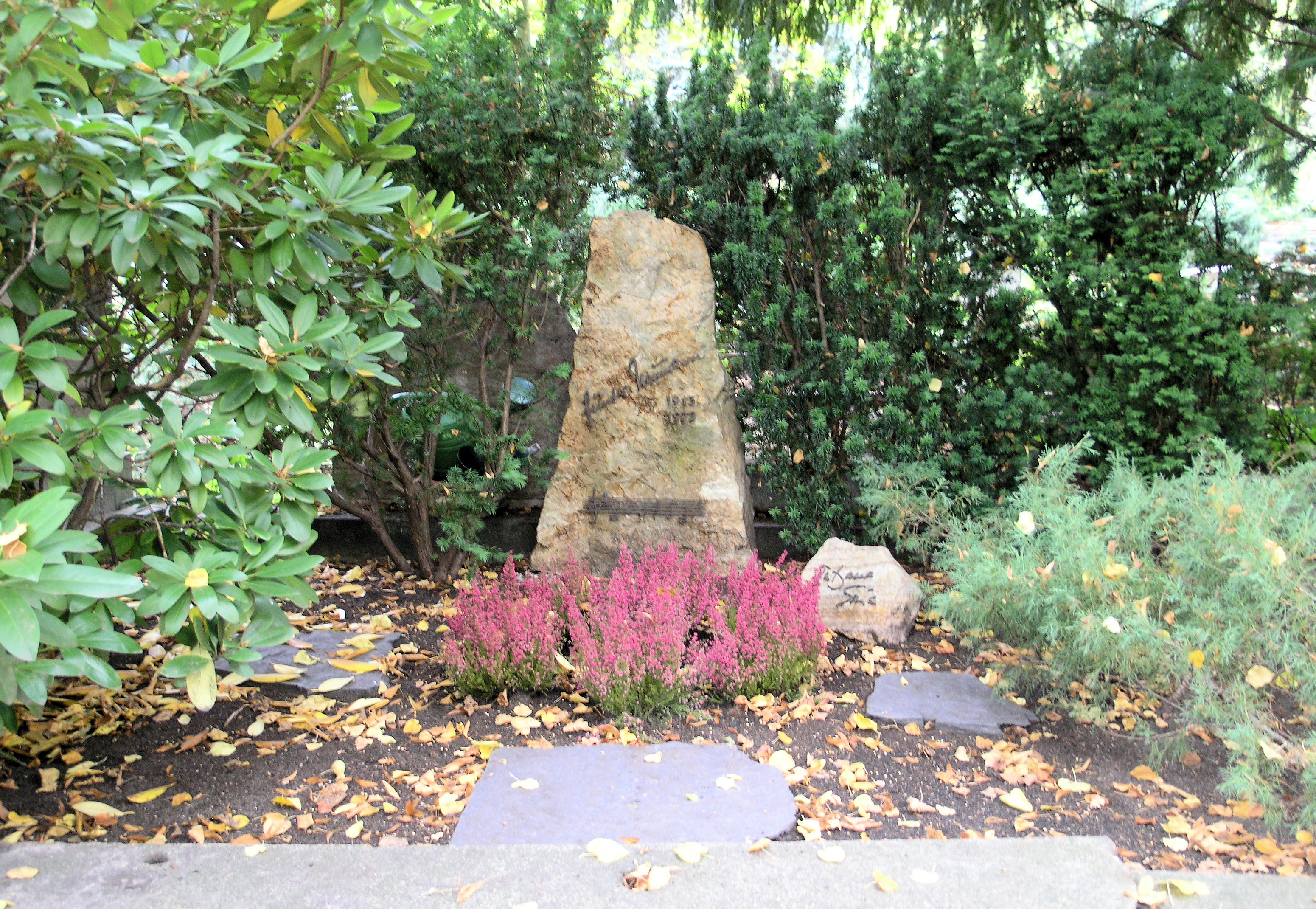
Grabstätte Fürstenbrunner Weg 37–67 in Berlin-Westend

Nach Beendigung der Schule besuchte Neumann die Musikhochschule in Berlin. Ab 1929 wirkte er als Klavierhumorist beim Kabarett der Komiker (KadeKo), später bei der Katakombe, wo er an der Gestaltung der Kabarettprogramme mitarbeitete. Nachdem das KadeKo zurückgekehrt war, brachte er dort u. a. 1937 die Kabarettrevue Gib ihm heraus. Auch im Rundfunk trat er damals schon auf. Als Soldat im Zweiten Weltkrieg gründete er ein Fronttheater und, nachdem er in Kriegsgefangenschaft gekommen war, ein Lagertheater.
Nach Ende des Krieges kam er nach Berlin zurück, wo er sich wieder als Kabarettautor betätigt. Seine größten Erfolge waren die Kabarettrevuen Alles Theater (1947) und Schwarzer Jahrmarkt (1948). Während der Berlin-Blockade gab Neumann in West-Berlin die satirische Zeitschrift „Insulaner“ heraus. Daraus entstand das Nachkriegskabarett Die Insulaner, das sich zu einer der beliebtesten Sendungen im Berliner Rundfunksender RIAS entwickelte und später auch im Deutschen Fernsehen gezeigt wurde. Zum Thema hatte es vor allem die Ost-West-Auseinandersetzung mit der „Insellage“ West-Berlins (daher der Name). Ernst Reuter zeichnete Günter Neumann mit der Berliner Freiheitsglocke aus. Neumann schrieb neben seiner Kabaretttätigkeit auch Filmdrehbücher und übersetzte das Musical Kiss Me, Kate ins Deutsche. Ende 1958 zog er nach München, wo er weiter für das Fernsehen arbeitete. So verfasste er u. a. Beiträge für Die Rückblende und schrieb für Hans Rosenthals Dalli Dalli-Sendungen die umrahmenden Chansons.

## Privates
Seit 1938 war Günter Neumann mit der Kabarettistin und Filmschauspielerin Tatjana Sais verheiratet, die die „Insulaner“ mitbegründete und auch dort auftrat. Kennengelernt hatten sie sich, als sie beide in der „Katakombe“ auftraten. Die Ehe wurde geschieden. 1972 verstarb er 59-jährig in München. Beigesetzt wurde er in Berlin auf dem Kirchhof III der Luisen-Gemeinde, Fürstenbrunner Weg 37–67; in demselben Grab 1981 auch Tatjana Sais.

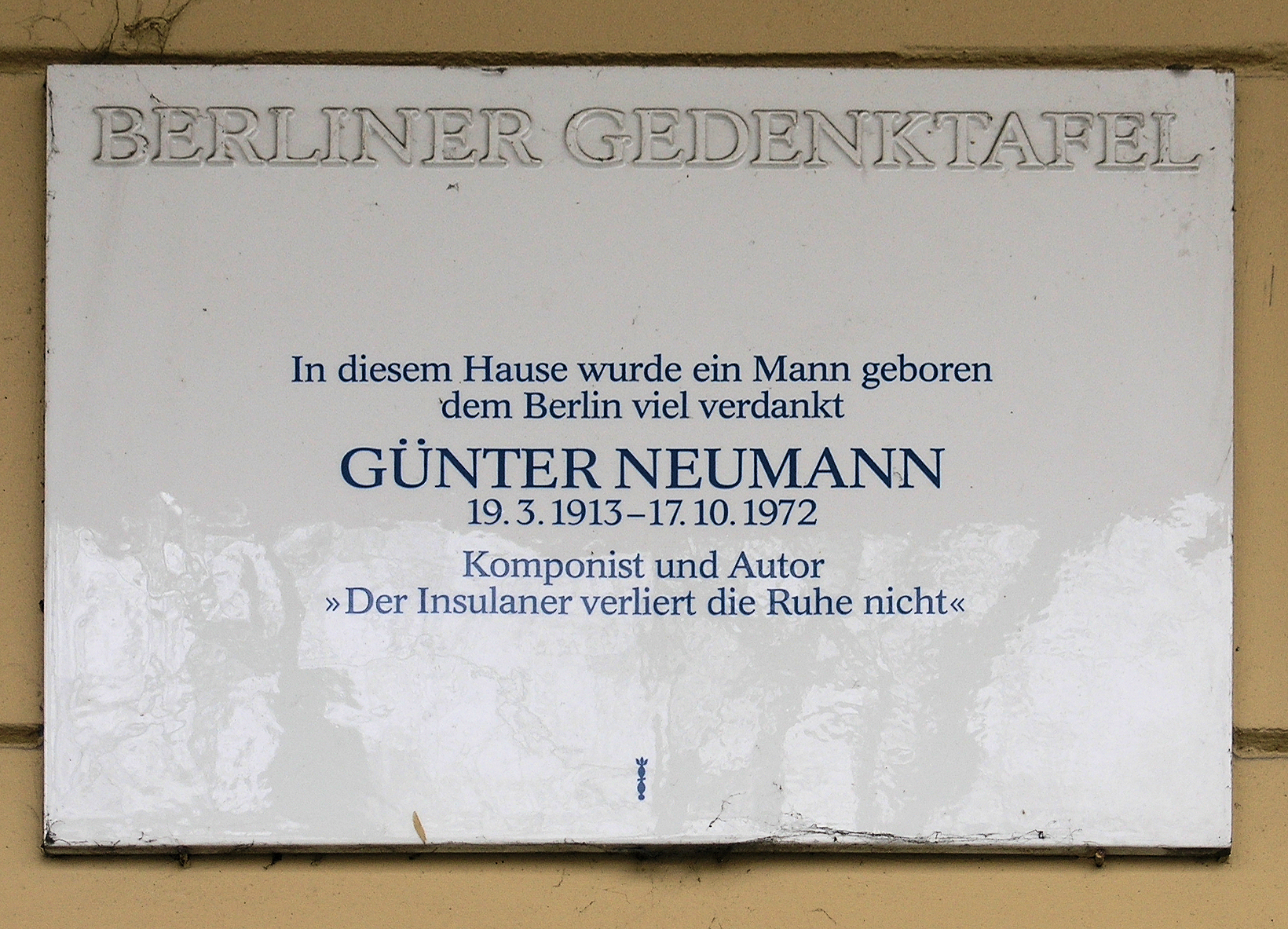
Berliner Gedenktafel am Haus Mommsenstraße 57 in Berlin-Charlottenburg

## Ehrungen
Günter Neumann wurde ausgezeichnet mit der Berliner Freiheitsglocke, dem Silberlorbeer des David O. Selznick-Preises, dem Berliner Kunstpreis und dem Paul-Lincke-Ring.
An seinem Geburtshaus in Berlin-Charlottenburg ist eine Gedenktafel angebracht mit der Aufschrift „In diesem Haus wurde ein Mann geboren, dem Berlin viel verdankt“. Auf dem Trümmerberg Insulaner befindet sich eine Gedenktafel mit seinem Porträt, gehalten von einem Narren und einer Eule. Sie trägt die Aufschrift „Eine unvergessene Stimme Berlins“. Mit Senatsbeschluss vom 16. Juni 2020 wurde die Grabstätte von Günter Neumann als Ehrengrabstätte des Landes Berlin für die Dauer von 20 Jahren anerkannt. 

## Bücher
- Ich war Hitlers Schnurrbart. Eine Groteske. Steegemann, Berlin 1950 (Die Bank der Spötter)
- Die Insulaner. Lothar Blanvalet Verlag, Berlin-Wannsee 1955 (21.–25. Taus. 1958)
- Neue Chansons. Jahrgang 1968. Siegel, München 1968
- Schwarzer Jahrmarkt. Eine Revue der Stunde Null. 1.–15. Tsd. Lothar Blanvalet Verlag, Berlin-Wannsee 1975 ISBN 3-7605-8508-6

## Stücke
- Alles Theater
- Der Blumentopf
- Der kleine Napoleon
- Ich war Hitlers Schnurrbart
- Salto Mortale
- Schwarzer Jahrmarkt

## Filme (Auswahl)
Drehbuch, wenn nicht anders vermerkt:
- 1939: Paradies der Junggesellen
- 1940: Der dunkle Punkt (Musik und Text der Revue)
- 1948: Berliner Ballade
- 1950: Herrliche Zeiten
- 1954: Feuerwerk
- 1958: Das Wirtshaus im Spessart
- 1958: Wir Wunderkinder
- 1959: Der Engel, der seine Harfe versetzte
- 1959: Das schöne Abenteuer
- 1960: Das Spukschloß im Spessart
- 1962: Schneewittchen und die sieben Gaukler
- 1967: Herrliche Zeiten im Spessart